# 徽商
徽商，又称徽州商人、新安商人，俗称“徽帮”，旧徽州府籍商人的总称。
徽商來自安徽南部的徽州府，包括歙、休寧、婺源、祁門、黟、績溪六縣，即古代的新安郡。六縣之中，歙和休寧的商人特別著名。徽商在宋代開始活躍，全盛期則在明代後期到清代初期。中國歷史上的著名商幫，徽商皆處於貧困山區，種地無以生存。明代《徽州府志》所说的“徽人多商买，其势然也。”“徽州保界山谷，山地依原麓，田瘠確，所產至薄，大都一歲所入，不能支什一。小民多執技藝，或販負就食他郡者，常十九。”顧炎武說：徽州“中家以下皆無田可業。徽人多商賈，蓋勢其然也”。粤商、徽商、晋商、浙商、苏商一道，在历史上被合称为“五大商帮”。潮商与徽商、晋商，是中国历史“三大商帮”。

## 歷史
徽商萌芽於东晋，成长于唐宋，至明代弘治末年盐业確立「運司納銀开中折色制」，此後鹽商大半集中在兩淮、兩浙。徽州开始出现大规模外出经商的高潮，“业贾者十七八”，几乎是全民经商。徽商遂以鹽商為中心，增強勢力(169)，萬曆年間與山陝商人成為商界兩大勢力。

## 活动地域
明末清初徽商活動擴大到整個中國，在較先進的蘇、浙尤其活躍，徽商先在新安江下游的杭州立足，随后纷纷前往比两浙更重要的两淮经营盐业，尤以揚州、儀真和淮安河下為中心。在浙江，徽商特多經營典當及其他金融業；在臨清，明末徽商佔絕對優勢，到清中期則為當地人及晉商取代。徽商在湖广和江西的两大据点分别是汉口和南昌，而汉口市镇的创建与徽商息息相关，原点正是汉正街的淮盐巷，南昌的徽商社区则是在蓼洲。明代徽商也在浙江、福建、廣東從事海上貿易(184)，入清後衰落，由福建和廣東商人掌握海外貿易。

## 行业
徽商幾乎從事所有商品的買賣，以販鹽、金融，以及竹木、陶瓷、鐵器、五穀、茶葉、木棉、絲綢、飲食等等，有時一人而兼營數種商業，或兼營客商、坐賈、牙行。鹽商和米商往往二為一體，如兩淮鹽商運鹽入湖廣，回程時則載湖廣米運到長江下游販賣。
徽州人外出，多四處經商，徽商在茶业、木业、典当业等取得了不凡的业绩。徽商大都“待人接物，诚实不欺”，海宁商人沈方宪，“贸易硖石市，皆服其不欺”。

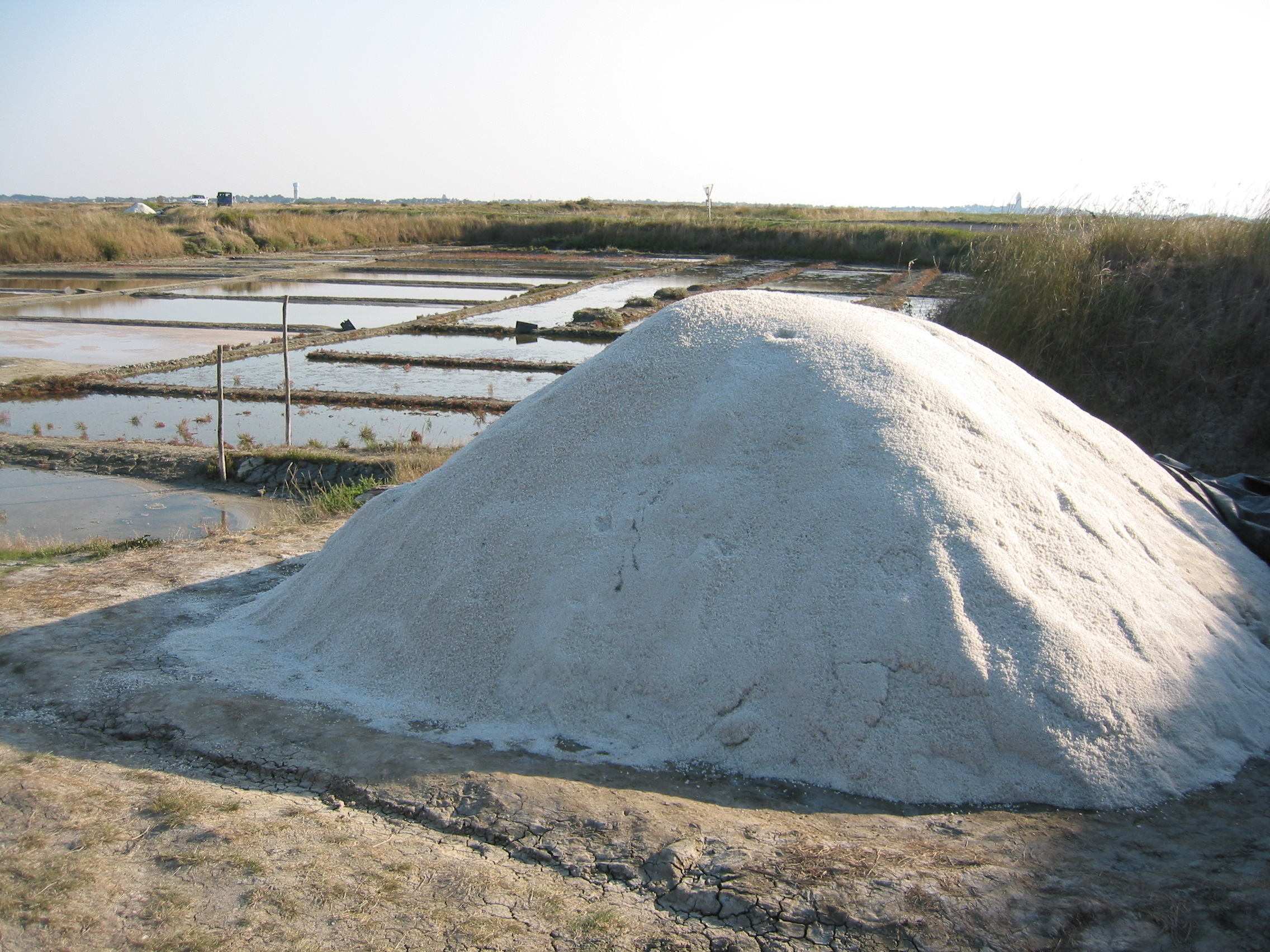
徽商以壟斷兩淮鹽業發跡

在明代，山西商幫和徽州商幫勢均力敵。但從明代後期到清代嘉慶道光之際，在兩淮鹽業中，山西商幫每況愈下，徽商卻迅速發展。弘治五年（1492年），戶部尚書葉淇將開中法（納糧開中）變為折色法（直接用白銀換鹽引），當時晉商多在北疆納糧換鹽引，因此受到打擊，再也無法控制鹽引，這時徽商挾其在兩淮的優勢迅速發展起來，“揚州之盛，實徽商開之”，“山東臨清，十九皆徽商占籍”，“沪邑濒海，五方贸易. 所趋，宣歙人尤多。”。徽商足跡已遍及松江、吴淞、嘉定和浦东了。嘉慶道光以後，徽商漸走向衰微，落後於廣東、浙江兩地新興的財閥。

## 經營
徽商的經營，通常結合宗族和鄉黨。家監或掌計多由同族人出任，同鄉或其他人則稱為客或門下客，奴隸則叫世僕或伴當。掌計即是經理，代主人營運資金，每事匯報。門下客各自在不同地方經營，世僕亦可當店長，脫離主人的直接監視，自主經營。徽州鹽商推舉其中一人為「鹽筴祭酒」，擔當調解人，並得官府的認可和任命，與鹽運使共同擬定鹽業政策，官府則通過祭酒來統轄鹽商，使徵稅工作順利進行。徽商因賦役繁重，一般不願投資土地，但如果可以得到官府的免稅減稅，則亦會購買田地。客商往來鄉村，習慣在春初貸款給農民生活，秋收時以收穫實物本利歸還，利息一般是每月約一成七分。清代兩淮，徽商不僅是運商，還是場商，經營鹽場。
明清商人往往協助宗族和同鄉進入仕途，而徽商對宗族鄉黨情誼尤其濃厚，多處保護，扶掖徽商的利益。徽州人往往重視從商，反而不熱衷為士大夫。明州徽州府中，商人和士大夫之比是3:1。商人致富之後，可為子孫棄賈為儒奠定經濟基礎。家中如有人成為士大夫，則更有利營商。經商成功的徽商資助宗族鄉黨應考科舉，成為其義務之一。徽商往往通過捐納，使自己成為官員。他們往往不會履任，即使就任，都是武官。他們取得官位，目的在於豁免稅役和享受特權。明代捐納之路未廣，獲得的官職都是小官。清代自康熙、乾隆以來，捐納之風大盛，商人借此獲得實權，甚至居於高位。兩淮鹽商亦與淮安、揚州二府出身的官僚互相結託，淮揚官員由於賄賂，亦致鉅富。鹽筴祭酒在清代稱為「總商」，官員借助總商連結其他商人，在軍需、賑災、河工等事情上，要求鹽商捐輸，把鹽商資金吸納到國庫。

## 儒商
徽商不乏飽學之士，或科舉出仕，並取得了巨大的成功，如朱天澤“從兄賈閩，蓋課鐵冶山中，諸傭人率多處士長者，爭力作以稱，處士業大饒”。又有阮弼“自蕪湖自立局，召染人曹治之，無庸灌輸，費省而利茲倍，五方購者益集。”。明《神宗實錄》載：“徽商開當鋪遍于江北，資數千金，課無十兩，見在河南者，計汪克等二百十三家。”這顯然是徽州人身上具有較高的文化素質所致，“功课以儒业，宾名师以训之。”。這種文化因素所形成的人力資本，即徽商本身所具備的素質，無疑是一種優勢，它使徽商在經營活動中更勝一籌，是徽商興起和成功的一個重要原因。徽州商人還設立“族學”，為宗族子弟提供正規的學校教育，有時亦惠及鄉民子弟，所謂“天下書院最盛者，無過東林、江右、關中、徽州。”，朱熹、戴震、胡適等著名學者都是徽商之後，“大抵徽俗十三在邑，十七在天下”。
汪道昆形容徽商是“賈而好儒”，兼具喜愛藏書，程晉芳、鮑士恭、馬裕、汪啟淑皆興建藏書樓，所以徽商有了“儒商”之稱。中國稱“儒商”，實際上始於徽商，可以說是徽商創造了儒商，並形成了儒商精神，並融入傳統文化之中，如旌阳程淇美“年十六而外贸，……然雅好诗书，善笔丸，虽在客中，手不释卷。”，又如休宁人江遂志行贾四方时，“虽舟车道路，恒一卷自随，以周览古今贤不肖治理乱兴亡之迹。” 。章策“虽不为帖括之学，然积书至万卷，暇辄手一编，尤喜先儒语录，取其有益身心以自励，故其识量有大过人者。”，又如黄锜“虽商而博涉左传史家言”，“货鹾淮扬间。国家边计倚鹾政，而两淮尤擅利权。商与官为市，当任者非桑孔心计无恨，则龌龊琐碎朝令夕易，顾歹卑诸商，诸商亦罕能伸眉吐气，与论曲直损益。”。又有程良锡“昼则与市人昂毕货殖，夜则焚膏翻书弗倦”。張舜徵曾言：“余嘗考論清代學術，以為吳學最專，徽學最精。”

## 家族
自乾隆中葉後，兩淮鹽業幾為徽商所壟斷。究其原因，山西商人不重視讀書是一重要因素，由於晉商無人能在朝廷擔任要職，自然無法“左右”朝廷政策。徽商則是積極交結朝中高官政要，官商合一，以壟斷市場。两淮的盐务总商大多来自歙县西乡的若干村落，这些村落是许多盐商世家的故乡，包括岑山渡程氏、潜口汪氏、稠墅汪氏、潭渡黄氏、江村江氏、桂林洪氏、棠樾鲍氏。担任两淮盐务总商最早的是歙县岑山渡程氏家族的程量入（1612年—1694年）、程之韺（1624—1693年）父子。徽州望族汪姓如潜口汪氏的汪应庚（1680—1742）、稠墅汪氏的汪廷璋多在兩淮從事鹽業。祁门县的马曰琯（1687～1755）、马曰璐（1711—1799）兄弟为雍正年间盐商巨富，在扬州建造小玲珑山馆。歙縣江姓鄉紳江春（1720—1789）更領導兩淮鹽業四十年，曾一夜堆盐造白塔，接驾乾隆。歙县棠樾人鲍志道(1743—1801)则在扬州铺设康山以西经钞关抵小东门的南河下、钞关街砖石路面。
在晚清徽商中，最著名的是胡雪巖。胡雪巖祖籍徽州績溪，出身寒門，歷經清朝道光、咸豐、同治、光緒四朝的亂世歲月。按清朝慣例，只有乾隆年間的鹽商有過戴紅頂子的，而戴紅頂又穿黃馬褂者歷史上卻僅有胡雪巖一人，成為名噪一時的“紅頂商人”。

## 社会
明代中后期，徽州社会贫富分化也开始加剧，起落无常，昔日稳定的农耕社会经历了剧烈的转型，浮华之风盛行，富商大族“争务奢侈”，甚至民间百姓也“家无宿舂而轻裘耀目”。

## 研究書目
- 劉淼編：《徽州社會經濟史研究譯文集》（合肥：黃山書社，1988）。
- 臼井佐知子：〈徽商及其网络 （页面存档备份，存于）〉。
- 松浦章：〈徽商汪宽也与上海棉布 （页面存档备份，存于）〉。
- 何炳棣：〈扬州盐商:十八世纪中国商业资本的研究 （页面存档备份，存于）〉。
- 陈其南：〈明清徽州商人的职业观与家族主义 （页面存档备份，存于）〉。